# Natural Selection (Darwin)
Natural Selection (Selezione naturale) è un manoscritto incompiuto di Charles Darwin, scritto tra il 1856 e il 1858, concepito come la trattazione completa della sua teoria dell'evoluzione tramite selezione naturale. Questo lavoro rappresenta un precursore diretto de L'origine delle specie (1859), ma non fu mai pubblicato da Darwin in vita.
Natural Selection è un documento fondamentale per comprendere lo sviluppo del pensiero evoluzionistico di Darwin. Mentre L'origine delle specie rappresenta un testo sintetico pensato per un pubblico ampio, Natural Selection offre una visione più dettagliata e scientifica delle sue argomentazioni. Questo manoscritto permette di esplorare il processo di elaborazione teorica di Darwin e la sua meticolosità nel raccogliere dati e fonti.

## Genesi dell'opera
(Da i quaderni di trasmutazione delle specie, 1837)

### Appunti preliminari: schizzo a matita del 1842 e saggio del 1844
(Autobiografia di Charles Darwin)
Gli scritti Schizzo a matita del 1842 e il Saggio del 1844 rappresentano due dei lavori fondamentali di Charles Darwin nella preparazione della sua teoria dell'evoluzione per selezione naturale. Questi documenti, redatti in un periodo in cui Darwin stava elaborando le sue idee più rivoluzionarie, forniscono un'importante testimonianza dello sviluppo intellettuale che avrebbe condotto alla pubblicazione de L'Origine delle specie nel 1859.
Nel 1896, dopo la morte della madre di Francis Darwin, fu scoperto un manoscritto a matita scritto nel 1842 da Charles Darwin, contenente un abbozzo delle sue idee evoluzionistiche, nascosto in un armadio sotto le scale a Down House. Questo manoscritto era sconosciuto quando Francis Darwin pubblicò The life and letters of Charlse Darwin.
Il manoscritto venne analizzato e datato per la prima volta nella prefazione dell’edizione del 1909, stampata inizialmente solo per i delegati delle celebrazioni a Cambridge del centenario della nascita di Darwin e del cinquantesimo anniversario della pubblicazione de L'origine delle specie. Questa edizione conteneva anche dettagli come il menu e il programma musicale dell’evento. Più tardi, nello stesso anno, l’abbozzo del 1842 venne ristampato e pubblicato insieme a quello del 1844.

#### Contesto storico
Dopo il ritorno dal viaggio sulla HMS Beagle nel 1836, Darwin iniziò a riflettere su come i dati raccolti durante la spedizione potessero spiegare la diversità e la distribuzione degli organismi viventi. Nel 1837, aprì il suo primo taccuino sulla "trasmutazione delle specie", un tema considerato radicale e controverso per l'epoca. Fu solo nel 1842 che Darwin scrisse una prima sintesi delle sue idee in uno "schizzo a matita" di 35 pagine. Due anni dopo, nel 1844, ampliò questo schizzo in un saggio più dettagliato di 230 pagine, che rappresentava una versione quasi definitiva delle sue teorie.

#### Schizzo a matita del 1842
Lo Schizzo del 1842 fu scritto rapidamente su carta di bassa qualità con una matita morbida, e il manoscritto risulta difficile da leggere a causa della calligrafia poco curata e delle numerose cancellature. Questo documento è essenzialmente una raccolta di appunti e pensieri grezzi, scritti più per chiarire le idee dell'autore che per essere presentati al pubblico.
Il manoscritto è diviso in sezioni, ma senza titoli chiari, con l'eccezione di una sezione identificata come § VIII. Le sezioni:
Parte I
- Sulla variazione sotto domesticazione e sui principi della selezione: Analizza come gli organismi domestici mostrino variazioni significative rispetto ai loro parenti selvatici. L'autore esplora i principi della selezione artificiale applicata dagli esseri umani, sottolineando il ruolo delle scelte consapevoli nel favorire determinate caratteristiche.[3]
- Sulla variazione in natura e sui mezzi naturali di selezione: Introduce il concetto di variazione naturale tra individui della stessa specie. Spiega come la selezione naturale agisca come meccanismo chiave per la sopravvivenza, favorendo le caratteristiche vantaggiose per l’adattamento all’ambiente.[3]
- Sulla variazione negli istinti e in altre qualità mentali: Esamina come gli istinti e le capacità mentali possano subire variazioni e come tali cambiamenti siano soggetti a processi simili alla selezione naturale.[3]

Parte II
- Le prove dalla geologia: Esamina i dati geologici per dimostrare la gradualità delle trasformazioni biologiche nel tempo. Combina l'osservazione dei fossili con l'analisi stratigrafica per evidenziare la connessione tra forme estinte e viventi.[3]
- Distribuzione geografica: Discute la distribuzione delle specie nel globo terrestre, enfatizzando come le barriere geografiche e le condizioni locali influenzino l'evoluzione e la diversificazione delle specie.[3]
- Affinità e classificazione: Illustra le relazioni tra diverse specie e genera, proponendo che tali affinità riflettano antenati comuni. Analizza come le somiglianze morfologiche e genetiche supportino una classificazione naturale basata sulla discendenza.[3]
- Unità di tipo nelle grandi classi: Argomenta sull'uniformità strutturale osservata nei grandi gruppi biologici, spiegandola come prova di una discendenza comune e di un'evoluzione divergente.[3]
- Organi abortivi:Tratta degli organi rudimentali o inutilizzati, considerandoli residui evolutivi che testimoniano le trasformazioni subite dalle specie nel corso del tempo.[3]
- Ricapitolazione e conclusione: Riassume le prove e i principi discussi nei capitoli precedenti, sostenendo la validità della teoria della discendenza con modificazione e la selezione naturale come suo principale motore.[3]

In questa fase, Darwin stava ancora affinando le sue idee e non aveva ancora sviluppato il concetto di "divergenza delle caratteristiche", che sarebbe diventato fondamentale nelle versioni successive.

#### Saggio del 1844
Il Saggio del 1844 rappresenta un'espansione significativa dello schizzo del 1842. Composto durante l'estate di quell'anno, è scritto con maggiore cura e si presenta come una prima versione articolata della teoria dell'evoluzione per selezione naturale.
Il Saggio è diviso in sezioni più definite rispetto allo Schizzo del 1842
Parte I
- Capitolo I: La variazione degli esseri organici sotto domesticazione e i principi della selezione. Esamina la variabilità degli organismi domestici, le cause della variazione e la tendenza ereditaria. Introduce il concetto di selezione artificiale, l'incrocio di razze e la possibilità che le razze domestiche discendano da progenitori selvatici. Vengono definiti i limiti della variazione e le caratteristiche della domesticazione.[3]
- Capitolo II: La variazione degli esseri organici in natura e i mezzi naturali di selezione. Analizza la variabilità naturale e i meccanismi della selezione naturale. Confronta "razze" e "specie", evidenziando differenze nella stabilità e nella fertilità degli ibridi. Discute cause di sterilità e caratteristiche comuni tra ibridi e mongrel.[3]
- Capitolo III: Variazione degli istinti e delle facoltà mentali sotto domesticazione e in natura. Indaga sulla variazione degli attributi mentali negli animali domestici e selvatici. Paragona istinti e abitudini ereditarie e affronta le difficoltà nella spiegazione della selezione naturale di istinti complessi e strutture corporee intricate.[3]

Parte II: Prove a favore e contro l’idea che le specie siano razze naturali discendenti da un'origine comune
- Capitolo IV: Numero di forme intermedie richieste e loro assenza nei fossili. Esamina la teoria della discendenza comune, discutendo la scarsità di forme intermedie nei reperti fossili.[3]
- Capitolo V: Apparizione e scomparsa graduale delle specie. Descrive come le specie emergano e si estinguano gradualmente, influenzate da condizioni naturali e competizione.[3]
- Capitolo VI: Distribuzione geografica degli organismi nel passato e nel presente. Analizza la distribuzione degli esseri viventi tra i continenti, su isole e montagne, e considera le correlazioni tra specie attuali ed estinte. Discute le modifiche geografiche e tenta di spiegare la distribuzione sulla base della discendenza comune.[3]
- Capitolo VII: Natura delle affinità e classificazione degli esseri organici. Esamina le relazioni tra gruppi distinti, definendo il sistema naturale di classificazione. Propone che razze, specie, generi e famiglie abbiano origine comune.[3]
- Capitolo VIII: Unità di tipo e strutture morfologiche. Discute l'unità strutturale all'interno delle grandi classi di organismi, la morfologia e l'embriologia. Sottolinea l'importanza dello sviluppo embrionale nella classificazione e nell'evoluzione.[3]
- Capitolo IX: Organi abortivi o rudimentali.Descrive gli organi rudimentali dal punto di vista naturalistico e fisiologico, attribuendone l'aborto al disuso graduale.[3]
- Capitolo X: Ricapitolazione e conclusioni. Riepiloga le prove e le argomentazioni a favore della teoria della discendenza comune. Conclude con una riflessione sul perché la teoria possa essere respinta e sul suo impatto scientifico.

Darwin affronta in modo più sistematico argomenti chiave come:
- Variazione negli organismi domestici.
- Applicazione di principi naturali.
- Evidenze a favore e contro la trasmutazione delle specie.
- La distribuzione geografica degli organismi.
- Le affinità e la classificazione degli esseri viventi.
- La morfologia e gli organi rudimentali.

Il Saggio del 1844 sottolinea aspetti come l'importanza delle variazioni "sporadiche" (oggi note come mutazioni) e il ruolo delle condizioni esterne nell'indurre variazioni ereditarie. Tuttavia, manca ancora una trattazione chiara del principio di "divergenza", che sarebbe stato pienamente sviluppato nei lavori successivi.

#### Significato storico
Il Saggio del 1844 fu visto da Darwin come una base importante per il futuro sviluppo della sua teoria. In una lettera a sua moglie, scritta il 5 luglio 1844, Darwin esprime il desiderio che, in caso di morte prematura, il manoscritto venisse pubblicato per mano di un editore competente. Tra i candidati indicati da Darwin vi erano illustri scienziati come Charles Lyell e Joseph Dalton Hooker.
Nonostante questi scritti non fossero destinati alla pubblicazione immediata, essi testimoniano l'approccio rigoroso e sistematico di Darwin nello sviluppo della sua teoria. In particolare, il Saggio del 1844 anticipa molti argomenti trattati ne L'Origine delle specie.
Sia lo Schizzo del 1842 che il Saggio del 1844 condividono la struttura generale de L'Origine delle specie, sebbene quest'ultimo sia una versione più concisa e raffinata. In entrambi gli scritti preliminari, Darwin enfatizza la variazione e la selezione come meccanismi centrali dell'evoluzione. Tuttavia, il Saggio del 1844 presenta una trattazione più approfondita di temi come la distribuzione geografica e l'ibridazione, che vengono sintetizzati nell'opera del 1859.

#### Riscoperta e analisi
Entrambi i manoscritti rimasero inediti durante la vita di Darwin. Lo Schizzo del 1842 fu riscoperto solo nel 1896, dopo la morte di Emma Darwin, in un armadio della casa di Down. Il Saggio del 1844, invece, fu conservato con maggiore cura, ma non pubblicato fino a quando non fu incluso nelle raccolte postume delle opere di Darwin.
Questi documenti forniscono una visione preziosa dell'evoluzione del pensiero di Darwin e delle difficoltà che affrontò nel portare avanti una teoria rivoluzionaria per la scienza dell'epoca.

## Manoscritto
Darwin iniziò a lavorare su Natural Selection nel maggio 1856, su consiglio del geologo Charles Lyell, che lo esortò a formalizzare le sue idee sull'evoluzione. Il manoscritto avrebbe dovuto costituire un "grande libro" diviso in due parti:
- La prima, dedicata alla variazione sotto domesticazione, fu poi riutilizzata per i capitoli iniziali de L'origine delle specie e per Variation of Animals and Plants under Domestication (1868)[2].
- La seconda, incentrata sulla selezione naturale in natura, è quella rimasta incompleta e nota oggi come Natural Selection[2].

Il lavoro fu interrotto bruscamente nel 1858, quando Darwin ricevette una lettera da Alfred Russel Wallace, che descriveva una teoria della selezione naturale molto simile alla sua. Questo evento portò Darwin a collaborare con Wallace per una presentazione congiunta alla Linnean Society e, successivamente, a scrivere una versione ridotta della sua teoria, pubblicata come L'origine delle specie.

## Contenuti
Natural Selection rappresenta una versione molto più ampia e dettagliata rispetto a L'origine delle specie. Comprende:
- Esempi e illustrazioni più abbondanti a supporto delle sue teorie[2].
- Note bibliografiche e citazioni, che mancano completamente in L'origine, rendendo esplicite le fonti e le basi scientifiche delle sue affermazioni[2].

Il manoscritto è diviso in capitoli, di cui otto completi e uno parziale. Le sezioni trattano temi come la variazione delle specie in natura, l'adattamento, la distribuzione geografica, e il ruolo della paleontologia nella comprensione dell'evoluzione. Darwin intendeva includere ulteriori capitoli su classificazione, morfologia, embriologia e organi rudimentali, ma non vi riuscì prima di interrompere il lavoro.

## Pubblicazione postuma
Nel 1975, lo storico della scienza R.C. Stauffer curò la prima pubblicazione di Natural Selection, fornendo una versione editata del manoscritto e chiarendo i collegamenti con L'origine delle specie e altre opere di Darwin. La pubblicazione ha permesso agli studiosi di analizzare per la prima volta il processo evolutivo delle idee di Darwin e di conoscere le fonti da lui utilizzate.

## Edizioni
- (EN) Charles Darwin, Charles Darwin's Natural Selection; being the second part of his big species book written from 1856 to 1858, a cura di Stauffer, R. C., Cambridge, Cambridge University Press, 1975.

## Collegamenti
- (EN) Darwin Manuscripts, su cudl.lib.cam.ac.uk.
- (EN) Sketches of 1842 and 1844. An introduction by R. B. Freeman, su darwin-online.org.uk.